# Tjasjniki
Tjasjniki (vitryska: Чашнікі) är en stad i Belarus.   Den ligger i voblasten Vitsebsks voblast, i den norra delen av landet, 150 km nordost om huvudstaden Horad Mіnsk. Tjasjniki ligger 136 meter över havet och antalet invånare är 8 839.

## Natur
Terrängen runt Tjasjniki är platt. Trakten är glest befolkad. Det finns inga andra samhällen i närheten. 